# Hausdorffov princip maksimalnosti
Hausdorffov princip maksimalnosti, matematički poučak.
U strogo parcijalno uređenom skupu {\displaystyle (A,\prec )}
postoji maksimalan (u smislu inkluzije) totalno uređen podskup B ⊆ A